# Turkey Juniors 2014
Das Turkey Juniors 2014 fand als bedeutendstes internationales Nachwuchsturnier der Türkei im Badminton vom 11. bis zum 14. Dezember 2014 in Istanbul statt. Es war die zweite Auflage der Veranstaltung.

## Sieger und Platzierte
| Disziplin    | Gold                              | Silber                       | Bronze                            |
| ------------ | --------------------------------- | ---------------------------- | --------------------------------- |
| Herreneinzel | Muhammed Ali Kurt                 | Dragoslav Petrović           | Bernardo Atilano                  |
| Herreneinzel | Muhammed Ali Kurt                 | Dragoslav Petrović           | Ömer Altınköprü                   |
| Dameneinzel  | Kader İnal                        | Aliye Demirbağ               | Elizaveta Pyatina                 |
| Dameneinzel  | Kader İnal                        | Aliye Demirbağ               | Büşra Ünlü                        |
| Herrendoppel | Duarte Nuno Anjo Bernardo Atilano | Yunus Baş Osman Uyhan        | Oktay Aydın Haktan Doğan          |
| Herrendoppel | Duarte Nuno Anjo Bernardo Atilano | Yunus Baş Osman Uyhan        | Fethican Değirmenci Ahmetcan Oruç |
| Damendoppel  | Kader İnal Fatma Nur Yavuz        | Büşra Ünlü Büşra Yalçınkaya  | Bengisu Erçetin Nazlıcan İnci     |
| Damendoppel  | Kader İnal Fatma Nur Yavuz        | Büşra Ünlü Büşra Yalçınkaya  | Ksenia Evgenova Elizaveta Pyatina |
| Mixed        | Muhammed Ali Kurt Nazlıcan İnci   | Melih Turgut Fatma Nur Yavuz | Emre Cömert Emine Demirtaş        |
| Mixed        | Muhammed Ali Kurt Nazlıcan İnci   | Melih Turgut Fatma Nur Yavuz | Osman Uyhan Aliye Demirbağ        |